# Tholymis
Tholymis is een geslacht van libellen (Odonata) uit de familie van de korenbouten (Libellulidae).

## Soorten
Tholymis omvat 2 soorten:
- Tholymis citrina Hagen, 1867
- Tholymis tillarga (Fabricius, 1798)